# پرلودها، اپوس ۲۳ (راخمانینوف)

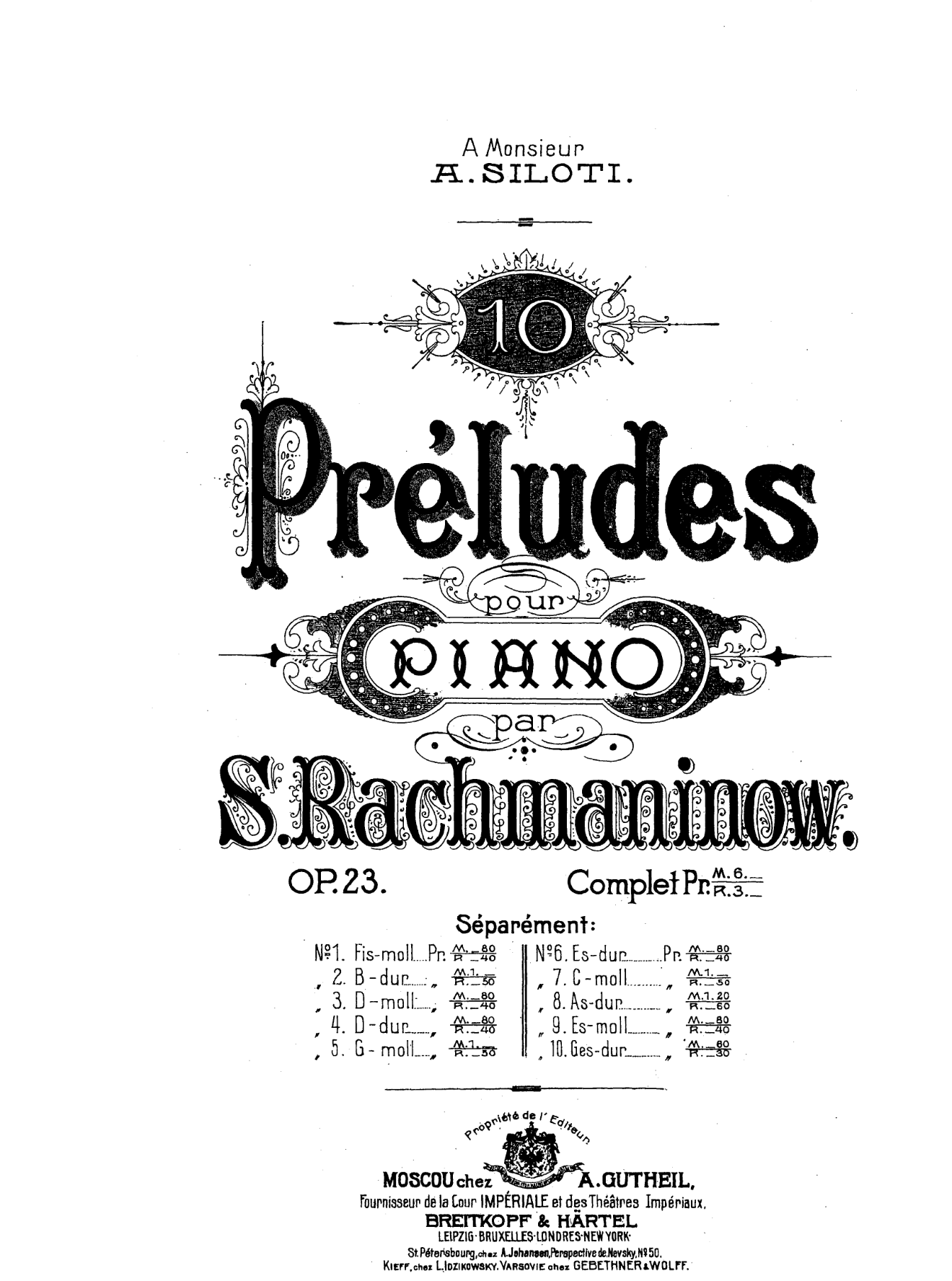
جلد چاپ نخست در ۱۹۰۴

پرلودها، اپوس ۲۳، مجموعه‌ای از ده پرلود برای پیانو است که در سال‌های ۱۹۰۱ و ۱۹۰۳ توسط سرگئی راخمانینوف ساخته شده‌اند. پرلود در سل مینور یکی از مشهورترین پرلودهای راخمانینوف در این مجموعه قرار دارد.
این پرلودها به همراه پرلودها در دو دیز مینور، اپوس ۳/۲ و پرلودها، اپوس ۳۲ مجموعه کامل ۲۴ پرلود راخمانینوف را تشکیل می‌دهند که شامل تمام ۲۴ گام‌های ماژور و مینور هستند.

## سرایش
اپوس ۲۳، ده پرلود را شامل می‌شود که هر یک ۲ تا ۵ دقیقه هستند و اجرای آن‌ها با هم سی دقیقه به طول می‌انجامند.
- شماره ۱ در فا دیز مینور
- شماره ۲ در سی بمل ماژور
- شماره ۳ در ر مینور
- شماره ۴ در ر ماژور
- شماره ۵ در سل مینور
- شماره ۶ در می بمل ماژور
- شماره ۷ در دو مینور
- شماره ۸ در لا بمل ماژور
- شماره ۹ در می بمل مینور
- شماره ۱۰ در سل بمل ماژور

راخمانینوف پرلود شماره ۵ را در ۱۹۰۱ اجرا کرد و قطعات ۱، ۴ و ۱۰ روز دهم فوریه ۱۹۰۳ در مسکو به اجرا در آمدند. او در سال‌های ۱۹۰۰ تا ۱۹۰۳ دچار مشکلات مالی فراوانی بود و سرایش پرلودها نیز تحت تأثیر این مشکلات قرار گرفت. سرانجام راخمانینوف با کمک مالی پسرعمویش الکساندر سیلوتی سایر پرلودها را سرود و این قطعات را به وی تقدیم کرد.